# يحيى بن عثمان المدرس
يحيى بن عثمان المُدَرِّس (1354 هـ / 1935 م - 1443 هـ / 2022 م) عالم محدث في المسجد الحرام.

## نبذة عنه
هو أبو زكريا يحيى ابن الشيخ عثمان بن الحسين العظيم أبادي المكي المدرس المحدّث.
شرّفه الله بالتدريس في المسجد الحرام مدة سبعين عاماً وتتلمذ على يده العديد من طلاب العلم.
وُلد الشيخ يحيى بن عثمان المدرس في مكة يوم الجمعة 25 شعبان 1354 هجرية وتوفي بها ليلة الخميس 24 جمادى الآخرة 1443 هـ.
توفي في 23 جمادى الآخرة 1443 هـ الموافق 26 يناير 2022، وصلّي عليه في المسجد الحرام، ودُفن في مقبرة الشهداء بالشرائع.

## شيوخه
من أبرز العلماء الذين درس عليهم:
1. والده الشيخ العلامة المحدث.
2. سليمان بن عبد الرحمن الحمدان.
3. أبو محمد عبد الحق الهاشمي.
4. عبد المهيمن أبو السمح إمام وخطيب المسجد الحرام.
5. عبيد الله الرحماني المباركفوري، صاحب مرعاة المفاتيح شرح مشكاة المصابيح.
6. محمد عبد الرزاق حمزة.
7. محمد بن عبد الله الصومالي.

وغيرهم من العلماء.

## تدريسه في المسجد الحرام
كان أول تدريسه في الحرم المكي 1373 هـ ودرّس فيه أكثر من 65 سنة.
ودرس كثيراً من الكتب:
فمن كتب التوحيد:
1. فتح المجيد.
2. الرسالة التدمرية.
3. الفتوى الحموية.
4. العقيدة الواسطية.

ومن كتب الحديث:
1. صحيح البخاري.
2. صحيح مسلم.
3. سنن أبي داود.
4. سنن الترمذي.

ومن كتب المصطلح:
1. نزهة النظر شرح نخبة الفكر.
2. البيقونية.

ومن كتب التفسير:
1. تفسير ابن كثير.

وفي كتب الفقه:
1. السلسبيل.

## وظائفه
درس في دار الحديث الخيرية من عام 1377هـ إلى عام 1390هـ.
ثم استدعاه عبد الله بن حميد للتدريس في معهد الحرم المكي الشريف فعمل مدرساً فيه.
وكان أبو السمح ينيبه أيام مرضه في صلاتي الفجر والعشاء قرابة شهرين.

## تلاميذه
من تلاميذه:
1. عمر بن محمد السبيل إمام الحرم.
2. محمد بن عمر بازمول.
3. مقبل بن هادي الوادعي محدث يمني ومؤسس دار الحديث بدماج.